# Miloslav Vejražka
Miloslav Vejražka (15. listopadu 1910 Drážďany (Častrov) – 17. listopadu 1940 Silk Willoughby) byl český vojenský radiotelegrafista, příslušník 311. československé bombardovací perutě a oběť druhé světové války.

## Život

### Před druhou světovou válkou
Miloslav Vejražka se narodil 15. listopadu 1910 v Drážďanech na Pelhřimovsku v rodině činovníka sociální demokracie Františka Vejražky. Po přestěhování do Dolního Bousova zde vychodil pět tříd základní školy, následovalo studium na reálce v Mladé Boleslavi. Po nástupu na prezenční vojenskou službu se rozhodl stát se vojákem z povolání, mezi lety[kdy?] vystudoval Vojenskou akademii v Hranicích, poté sloužil u dělostřeleckého pluku 102. Dosáhl hodnosti nadporučíka.

### Druhá světová válka
Po německé okupaci v březnu 1939 opustil Miloslav Vejražka ilegálně Protektorát Čechy a Morava přesunul se do Francie, kde byl 4. března 1940 prezentován u Československé armády v zahraničí. zúčastnil se bitvy o Francii, po jejím pádu v červnu 1940 se evakuoval do Spojeného království. Zde vstoupil do Royal Air Force a byl zařazen do 311. československé bombardovací perutě na pozici radiotelegrafisty. Dne 17. října se jeho letoun Vickers Wellington KX-K po velením Josefa Šnajdra vracel z bombardování Brém. Ztratil spojení a měl silné problémy s námrazou, že se nakonec stal neovladatelným. Posádka jej postupně opustila na padácích. Miloslavu Vejražkovi se otevřel nedostatečně a po pádu u Silk Willoughby zahynul. Pohřben byl 21. října 1940 na hřbitově u kostela Všech svatých v Honingtonu nedaleko základny 311. perutě.

## Rodina
Manželka Miloslava Vejražky Rita Vejražková byla po celou dobu druhé světové války držena v internačním táboře Svatobořice. Jeho bratrem byl herec, režisér a pedagog Vítězslav Vejražka, švagrovou herečka Jarmila Krulišová, synovcem herec David Vejražka.

## Posmrtná ocenění
- 1946 Československý válečný kříž 1939
- Československá medaile Za chrabrost před nepřítelem
- Československá medaile za zásluhy I. stupně
- Miloslav Vejražka byl in memoriam zpětně povýšen do hodnosti štábního kapitána a v devadesátých letech do hodnosti podplukovníka
- Miloslavu Vejražkovi byl v Dolním Bousově u vstupu na hřbitov odhalena pamětní deska[2]